# Cristian Bianchini
Pour les articles homonymes, voir Bianchini.
Cristian Bianchini (né le 14 octobre 1975 à Mantoue,) est un coureur cycliste italien, qui a évolué au niveau professionnel à la fin des années 1990. Bon sprinteur, il a remporté une étape du Tour d'Argentine en 1999. Il a également obtenu de nombreuses victoires dans des courses amateurs en Italie.

## Palmarès
- 1992
  -  Champion d'Italie du kilomètre juniors
- 1993
  -  Champion d'Italie du kilomètre juniors
  -  Médaillé d'argent du championnat du monde de poursuite juniors
- 1996
  - 2eb étape des Sei Giorni del Sole
  - Coppa Caduti Nervianesi
  - Trofeo Vinavil
  - Memorial Roberto e Santo Bregalanti
  - 3e du Trophée Antonietto Rancilio
- 1997
  - Giro delle Tre Province
  - Circuito del Porto-Trofeo Arvedi
  - 4e étape du Tour de Navarre
  - Coppa Comune di Rivarolo del Re
  - Trophée Stefano Fumagalli
  - Coppa Città di Melzo
- 1999
  - 11e étape du Tour d'Argentine
- 2000
  - Coppa San Geo
  - Coppa Città di Melzo
  - Giro delle Tre Province
  - 2e du Trofeo Caduti di Soprazocco